# Alicia Bruzzo
Pour les articles homonymes, voir Bruzzo.
Alicia Liliana Estela Bruzzo, née le 29 septembre 1945 et morte le 13 février 2007, connue sous le nom d'Alicia Bruzzo, est une actrice argentine, née à Buenos Aires dans une famille d'artistes. À partir de 1972, elle commence une carrière au cinéma et joue dans 17 films. Elle se produit également à la télévision et au théâtre : parmi ses rôles les plus mémorables, on a Una sombra ya pronto serás (1994) et De mi barrio con amor (1995), tous deux avec Luis Brandoni (es). Elle reçoit le prix Martín Fierro (es) en 1990 et 1992 et le prix Estrella de Mar (es) en 2003 et 2005.
Victime d'un cancer du poumon, elle meurt à Buenos Aires en 2007, à l'âge de 61 ans.

## Filmographie sélective
- 1976 : I ragazzi della Roma violenta de Renato Savino
- 1979 : La isla (es) d'Alejandro Doria
- 1981 : Sentimental (requiem para un amigo) (es) de Sergio Renán